# Deborah Henson-Conant
Deborah Henson-Conant (Stockton, Kalifornia, 1953. november 11. –) amerikai hárfás és zeneszerző.

## Élete
Tizenkét éves korában kezdett hárfázni. 1976 és 1979 között a Berkeley Egyetem hallgatója volt, ahol zeneszerzést tanult. Kiváló tanulmányi eredményeit Eisner-díjjal jutalmazták. Ezt követően előbb a Bostoni, majd a San Franciscó-i Szimfonikus Zenekar tagja lett, még később egy csellistával szállodákban zenélt. 1982-ben belépett egy dzsessztrióba, amellyel eljutott a montreali, a pori-i és a „Blue Note” dzsessz-fesztiválokra, a Walesi Nemzetközi Hárfafesztiválra és a „Rencontres” Nemzetközi Keltahárfa Fesztiválra.
Első lemezét 1987-ben adta ki és két-három évenként ad ki egy-egy újabb albumot. Lemezein főképp a saját szerzeményeit játssza. 2006-ban Grammy-díjra jelölték az „Invention and Alchemy” című albumáért. 1992-es lemezének a címe „Budapest”. Nyilatkozatai szerint neki és édesapjának máig ez a legkedvesebb felvétele. Saját szerzeményei mellett átiratokat is készít hárfára, ilyen például a Für Elise.
Maineben hárfás nyári tábort vezet gyerekeknek, koncertturnéin pedig szívesen ellátogat a közeli iskolákba beszélgetni velük.
Jelenleg Arlingtonban, Massachusetts államban él.
2017-ben a Passed együttes tagjai interjút készítettek vele a 13. Hárfa Világkongresszuson, Hongkongban.

## Műfajai, stílusa
A dzsessz műfajából indult, napjainkban pedig a crossover műfajában zenél. Felhasználja a komolyzene, a dzsessz, a pop és a népzene (blues, flamenco, kelta zene) elemeit. A stílust „HipHarp”-nak nevezi. Hosszabb-rövidebb szerzeményeit újabban szimfonikus zenekarral adja elő. Ez kíséri a kamarazenei, illetve a más stílusú részekben is, ami miatt egyedi a hangzásuk. A stand-up comedy szabályait követve beszélget a közönséggel, és a zenekar tagjaival hosszabb-rövidebb színi jeleneteket is előad. Ezek témája a hárfa, a hárfás élete és általában a zene. Performanszaira nem zenész vendégeket is meghív, akikkel szintén beszélget és tréfálkozik. Sajátos humorára jellemző, hogy 1989-ben megalapította az Odakozmált Ételek Múzeumát, amelynek „főkurátora” is. Műsorait a humorra és a hárfás sztereotípiák tagadására építi. Hosszú hajába színes gyöngyöket fűz, egyes szerzeményeit pedig vadságot sugalló kelta viseletben adja elő.

## Hárfák
Akusztikus és elektromos, pedálos és kampós hárfákon is játszik. A Camac cég egyik reklámarca, de Lyon & Healy és régi Wurlitzer hangszert is használ.
Az 1990-es évek elején együttműködött Joël Garnier hárfakészítővel. A Camac alapítója az ő kérésére és útmutatásai alapján készítette el 4-6 hónap alatt az elektronikus Baby Blue modell prototípusát.

## Albumai
- Songs My Mother Sang (1985)
- On the Rise (1989)
- Caught in the Act (1990)
- Talking Hands (1991)
- Budapest (1992)
- 'Round the Corner (1993)
- Naked Music (1994)
- The Gift (1995)
- Just for You (1995)
- Altered Ego (1998)
- The Celtic Album (1998)
- The Frog Princess (2000)
- Artists Proof Ltd Edition Version 2.1 (2004)
- Invention and Alchemy (2006) (DVD & CD)
- The Story of Light (2012)

## Fordítás
- Ez a szócikk részben vagy egészben  a   Deborah Henson-Conant című angol Wikipédia-szócikk fordításán alapul.  Az eredeti cikk szerkesztőit annak laptörténete sorolja fel. Ez a jelzés csupán a megfogalmazás eredetét és a szerzői jogokat jelzi, nem szolgál a cikkben szereplő információk forrásmegjelöléseként.
- Ez a szócikk részben vagy egészben  a   Deborah Henson-Conant című német Wikipédia-szócikk fordításán alapul.  Az eredeti cikk szerkesztőit annak laptörténete sorolja fel. Ez a jelzés csupán a megfogalmazás eredetét és a szerzői jogokat jelzi, nem szolgál a cikkben szereplő információk forrásmegjelöléseként.